# Canal Don-Volga
Le canal Lénine de navigation Don-Volga (en russe : Волго-Донской судоходный канал имени В. И. Ленина, abréviation ВДСК, VDSK) est un canal reliant la Volga au Don en leurs points les plus rapprochés.
Sa construction, planifiée et entreprise avant la Seconde Guerre mondiale et interrompue par cette dernière, fut reprise et terminée entre 1948 et 1952. Il est ouvert en juin 1952. Le canal remplace un volok, un portage.

## Géographie
La voie navigable est longue de 101 km (dont 45 km de rivières et réservoirs). La différence de niveau entre le bief central et le cours de la Volga est de 88 m (9 écluses), et de 44 m côté Don (4 écluses). Le tirant d'eau accepté est de 3,35 m, permettant le passage de bateaux déplaçant jusqu'à environ 5 000 t. La capacité annuelle du canal est de l'ordre de 16,5 millions de tonnes de fret.
Le canal relie Kalatch-na-Donou sur les rives du réservoir de Tsimliansk à Krasnoarmeïsk, juste au sud de Volgograd.
Le canal est un élément du Réseau unifié en eau profonde de la Russie d'Europe. Il forme avec la Volga et le Don la voie la plus directe reliant la mer Caspienne à la mer d'Azov, et donc la mer Noire et les océans.

## Histoire
Pierre le Grand avait déjà le projet de relier la Volga et le Don par un canal en 1697. L'ingénieur britannique Jean Perry doit relier les affluent Ilovlya (ru) et Kamyshinka (ru). Il y passe trois étés, mais les matériaux et les ouvriers fournis par le tzar, alors en pleine Grande Guerre du Nord, sont insuffisants. Le canal à demi-creusé est abandonné en 1701,.
Le projet actuel est conçu en 1887, mais ne démarre pas avant 1938. Les travaux sont finalement achevés en 1952. Des prisonniers de guerre allemands et des prisonniers du Goulag ont contribué à sa construction. 150 millions de m³ de terre ont été déplacés, trois millions de tonnes de béton ont été coulés.
Dans les années 1980, un canal plus profond et plus gros parallèle au premier est prévu, mais la chute de l'URSS y a rapidement mis fin.

## Limites et projet ultérieur
Le canal est vieillissant, trop étroit et ses nombreuses écluses le rendent impraticable aux plus gros navires. Sa profondeur est officiellement de 3,5 m, mais le colmatage de son lit et l'absence de dragage ne permettent qu'un tirant d'eau bien moindre.
La Russie a besoin soit d'importants travaux de rénovation sur le canal actuel, soit du creusement d'un nouveau canal en Ciscaucasie.

## Économie
Le canal transporte essentiellement du bois vers l'ouest, et du charbon vers l'est.
Le canal est en 2018 une artère importante de transport en vrac de la fédération de Russie, et joue un rôle essentiel pour le sud de la Russie, la Transcaucasie et l'Asie centrale : il s'agit de la seule voie maritime reliant la mer Caspienne aux autres mers.

## Importance stratégique
Deux navires de la Marine de la république islamique d'Iran traversent pour la première fois le canal en 2017. Cela permet à l'Iran d'avoir un accès à la mer Méditerranée par la mer Caspienne.
La Russie a déplacé sa flottille de la Caspienne en mer d'Azov en 2018 à la suite de la crise de Crimée en utilisant le canal.

## Galerie d'images

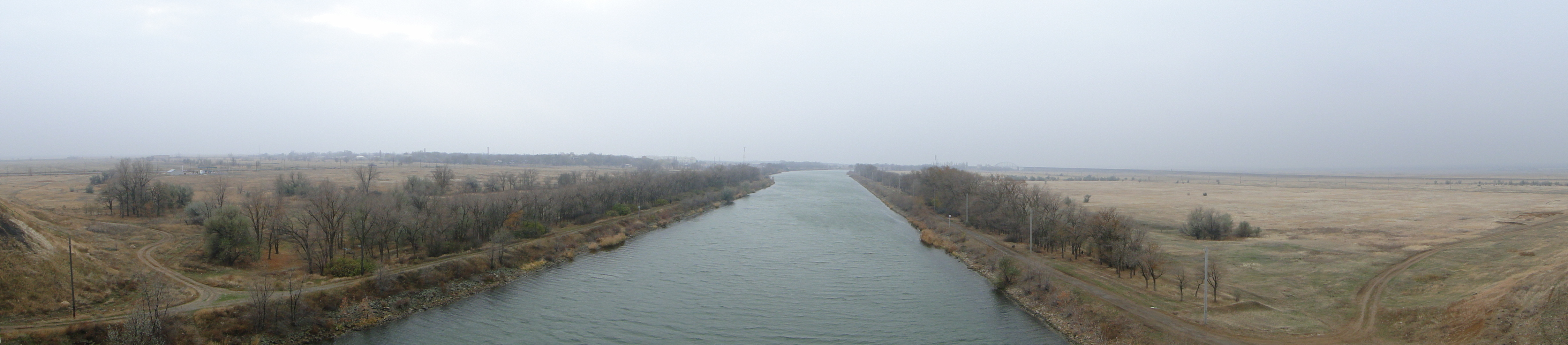
Panorama du canal à Kalatch-na-Donou.

Schéma et profil en long du canal Volga-Don

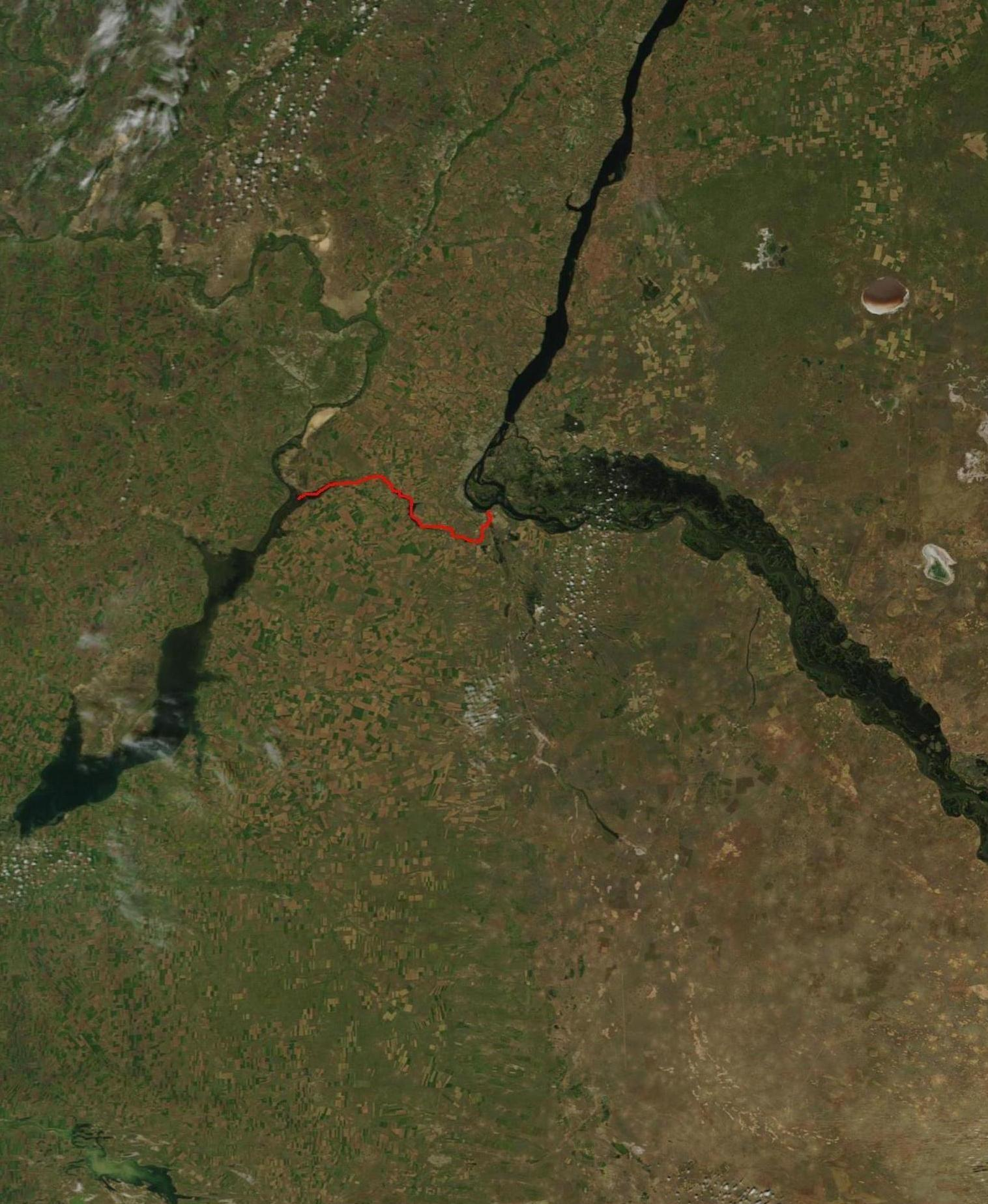
Vue satellite avec le canal Don-Volga marqué en rouge.
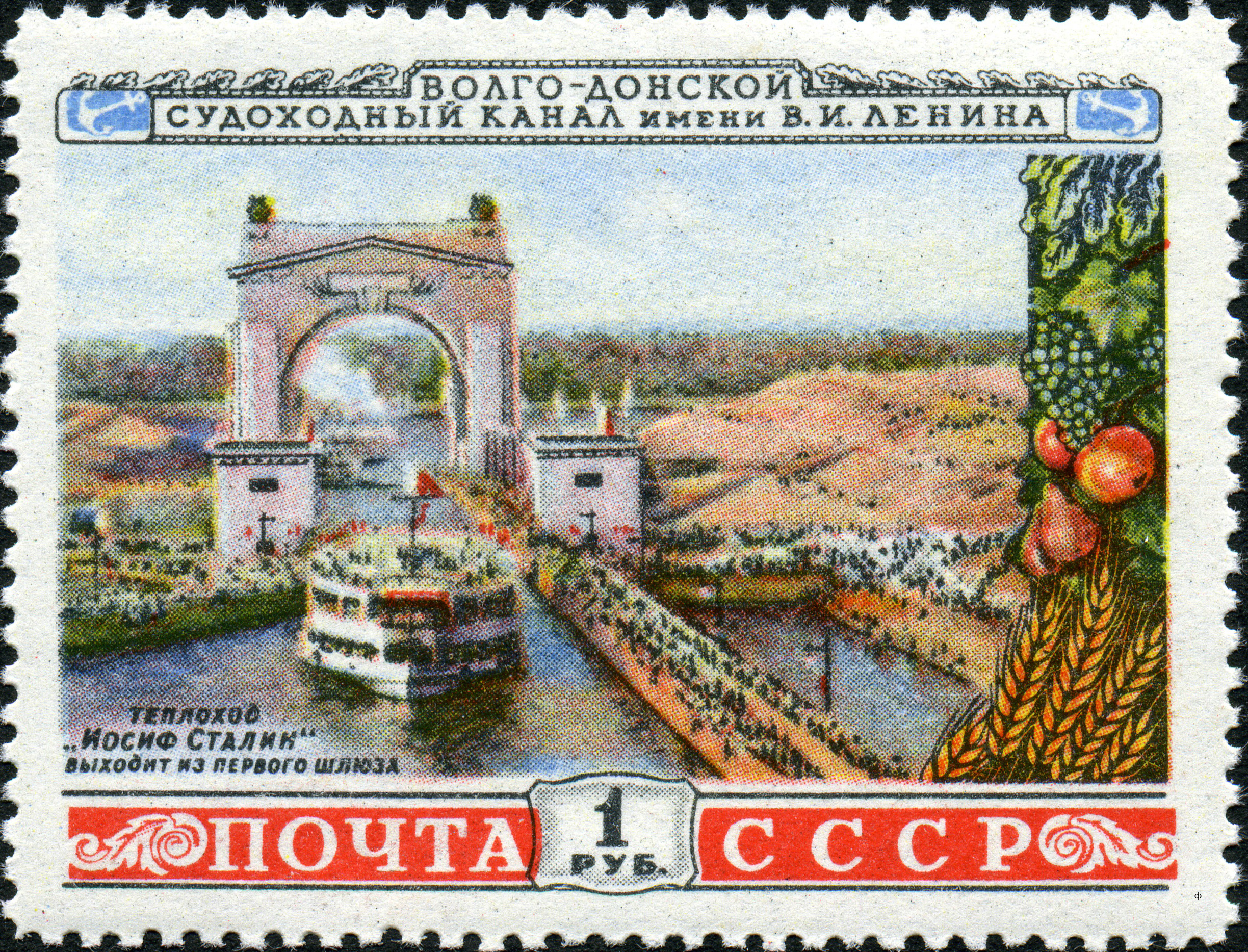
Timbre soviétique de 1953.
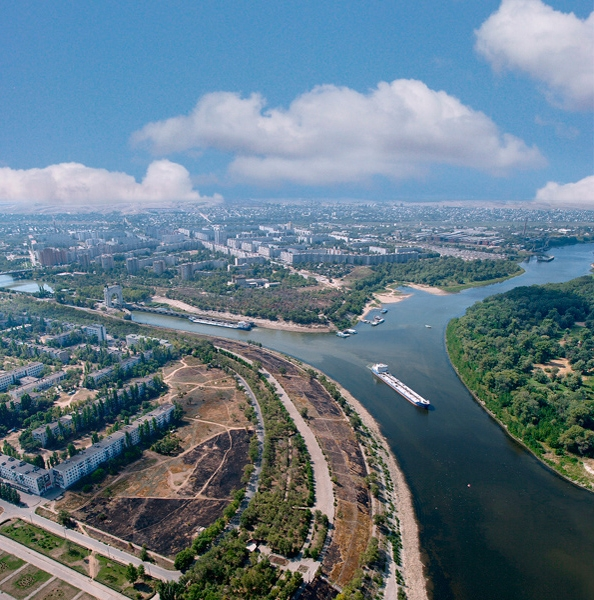
Vue du canal Don-Volga à Volgograd.
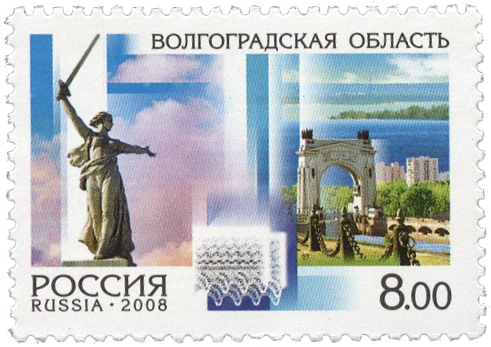
Timbre russe de 2008.

## Source
- Grande Encyclopédie soviétique